# Högdalen
Högdalen is een station van de metro van Stockholm. Het station is gelegen in het stadsdeel Enskede-Årsta-Vantör van Stockholm en ligt op 7,3 km ten zuiden van Slussen.

## Geschiedenis
Högdalen is een Tunnelbaneförstad (Zweeds voor metrovoorstad) aan de oostrand van Örby. De wijk was nog in aanbouw toen het station op 22 november 1954 werd geopend. De reizigers moesten nog bijna drie jaar gebruik maken van een provisorium tot het toegangsgebouw op 3 november 1957 gereed was. Het winkelgebied rond het station werd officieel in 1959 geopend. Op 14 november 1959 werd de lijn verder verlengd naar Rågsved. Sinds 2009 is de bibliotheek op de eerste verdieping van het station gevestigd en per trap bereikbaar uit de stationshal.

## Station
Het station kent twee perrons met aan de buitenzijde de sporen voor doorgaande treinen. Het enkelspoor tussen de perrons wordt gebruikt voor het kopmaken van treinen. Het toegangsgebouw ligt tussen de Sjösavägen en de Harpsundsvägen in het centrum van Högdalen, de ingang ligt aan de zuidkant aan de Högdalsgången. Vlak ten zuiden van het station ligt een dubbelsporige aftakking naar het depot van Högdalen, die direct vanaf het middelste spoor bereikbaar is. In 2002 is het station opgesierd door uitvergrote tulpen van kunstenares Birgitta Muhr. De 2,5 meter hoge tulpen zijn van brons, de stengels zijn groen gepatineerd en de bloemen rood gepatineerd. 

## Galerij

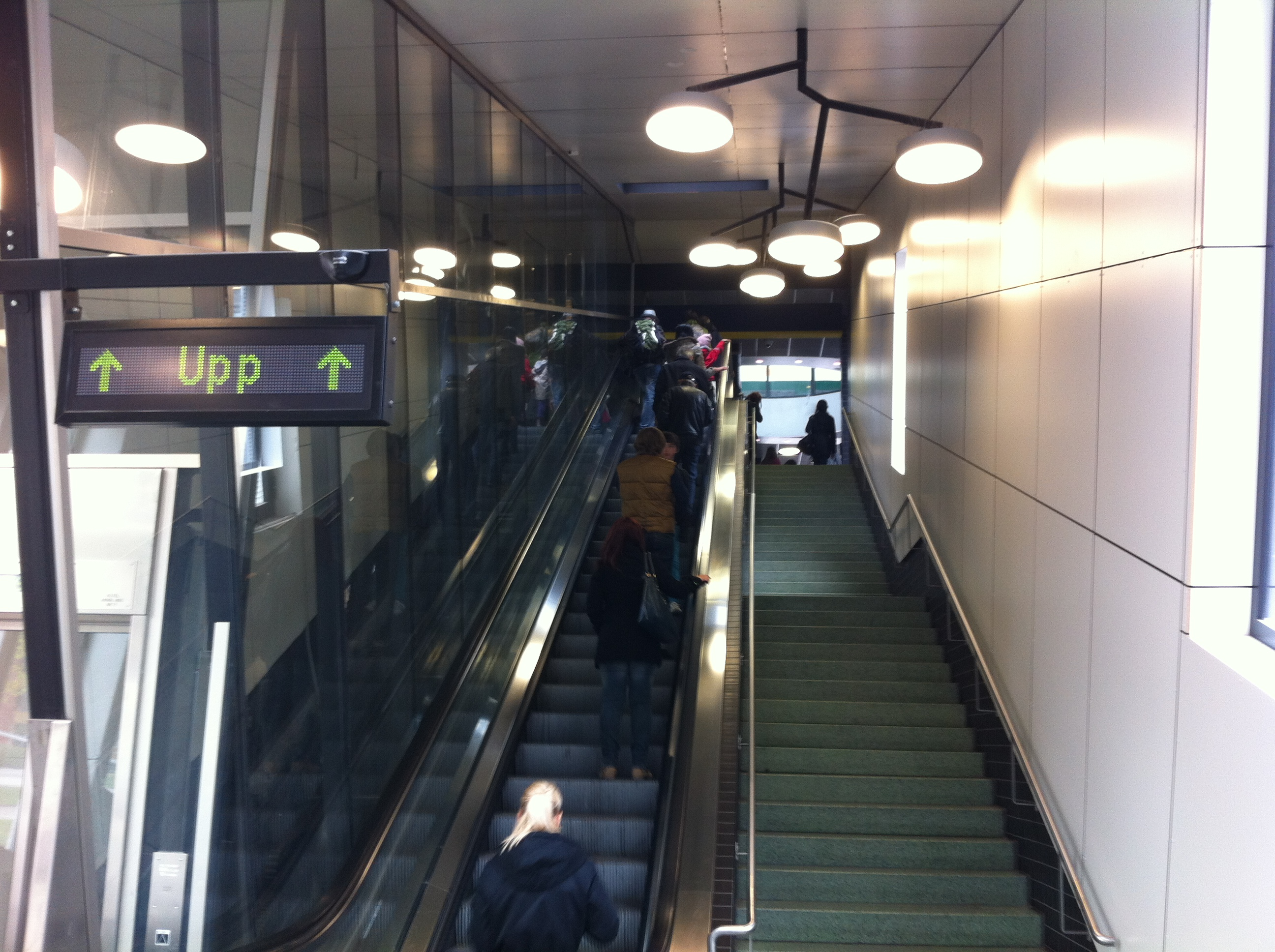
De (rol)trap tussen perron en stationshal
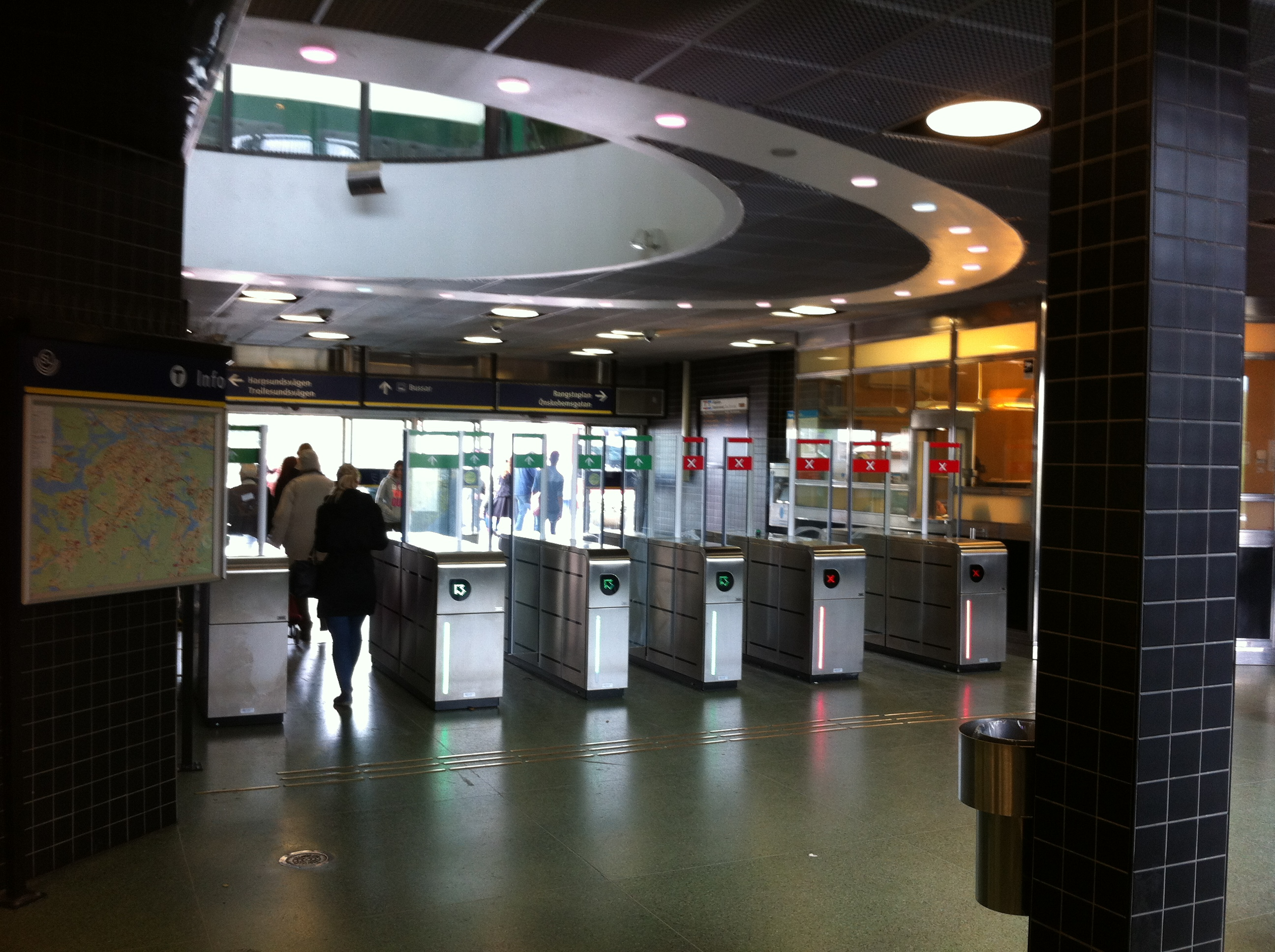
De stationshal
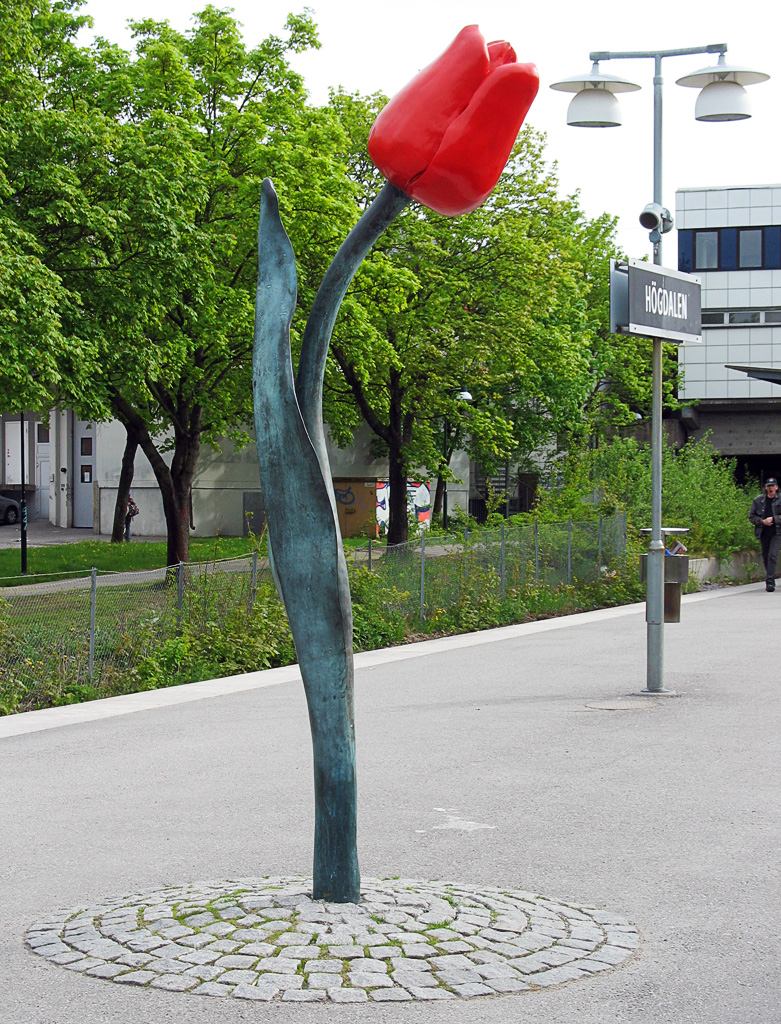
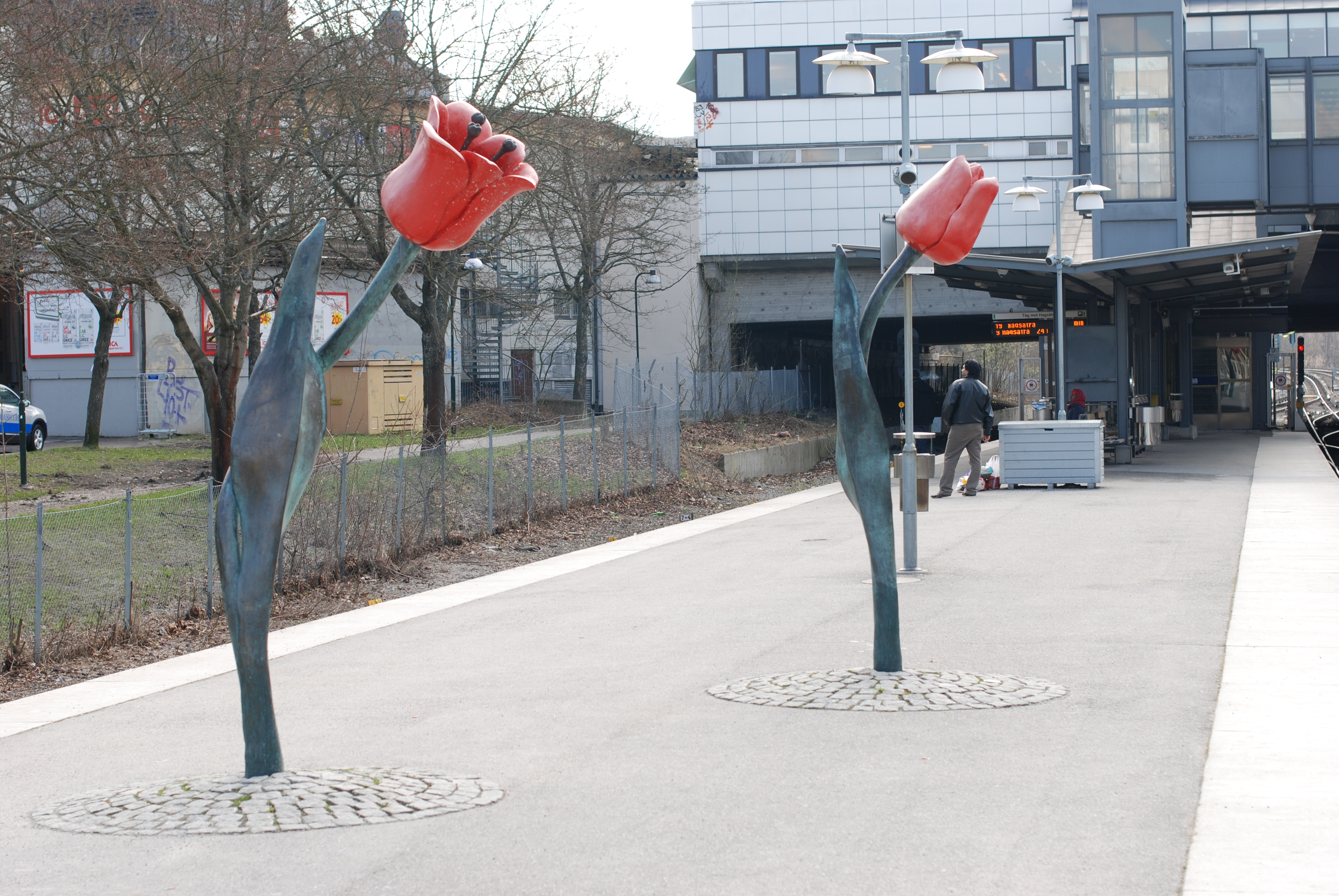
De tulpen op het perron...
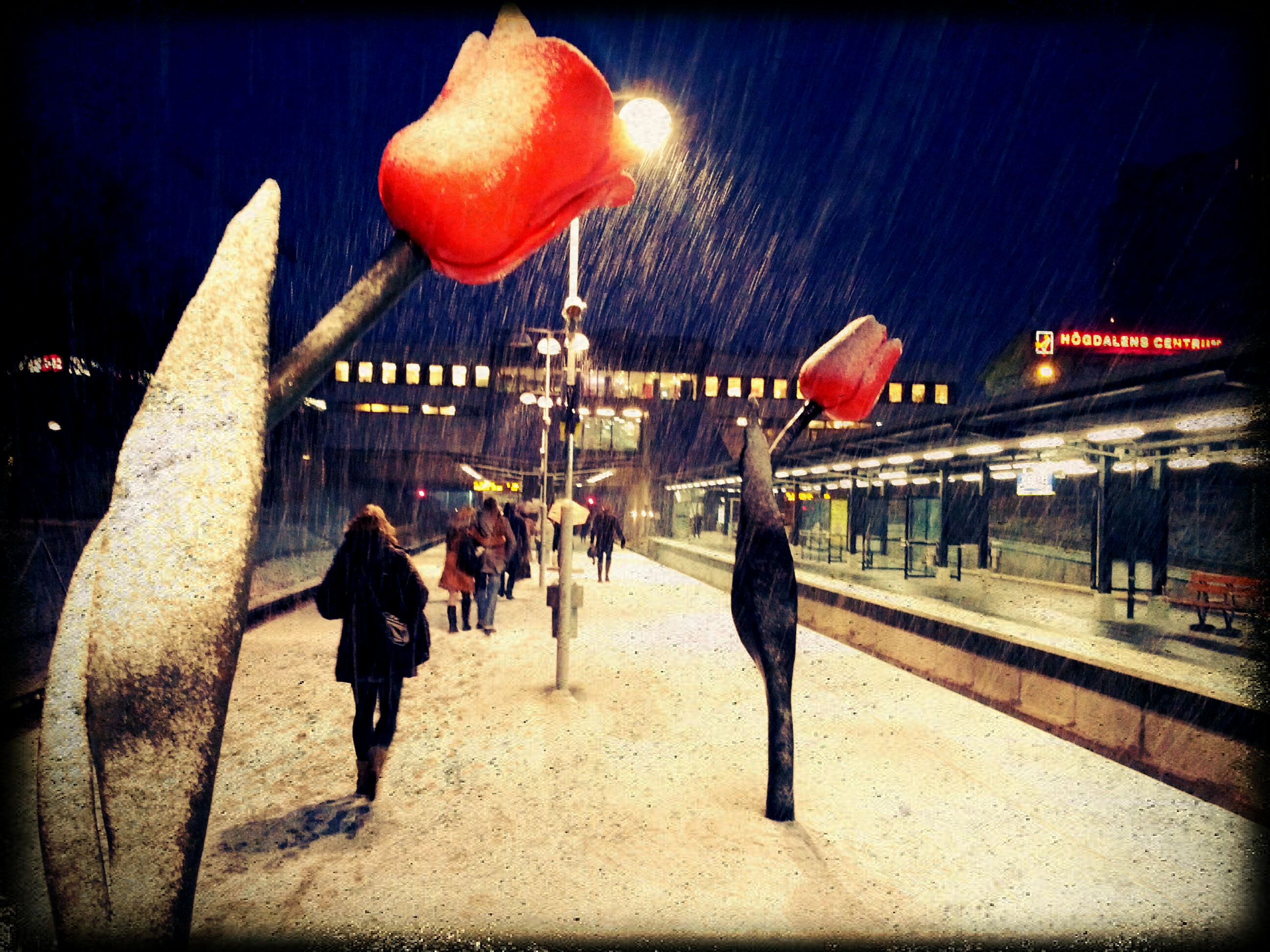
...dag en nacht
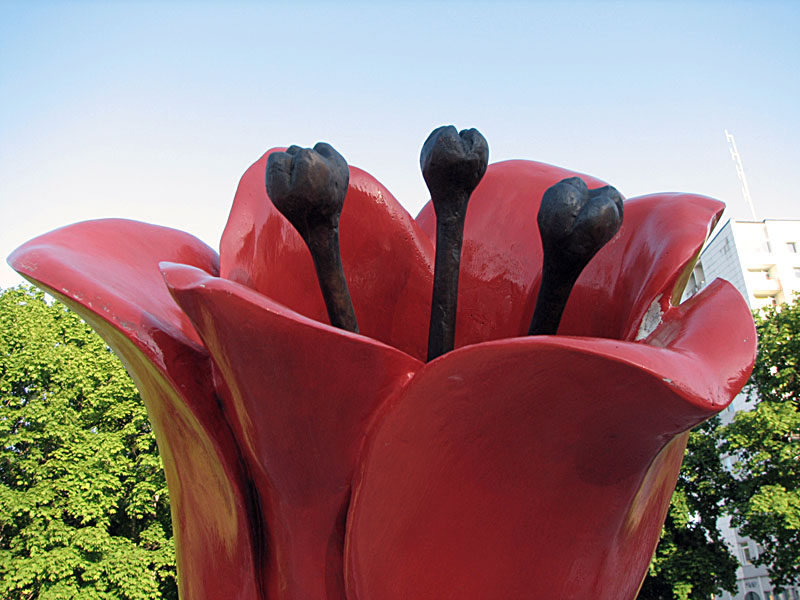
Detail van de bloem

Hässelby strand · 
Hässelby gård ·
Johannelund ·
Vällingby ·
Råcksta ·
Blackeberg ·
Islandstorget ·
Ängbyplan ·
Åkeshov· 
Brommaplan·
Abrahamsberg· 
Stora Mossen· 
Alvik · 
Kristineberg · 
Thorildsplan  · 
Fridhemsplan · 
S:t Eriksplan · 
Odenplan  · 
Rådmansgatan  · 
Hötorget · 
T-Centralen ·  
Gamla Stan · 
Slussen · 
Medborgarplatsen ·  
Skanstull · 
Gullmarsplan ·  
Globen ·
Enskede gård ·
Sockenplan ·
Svedmyra ·
Stureby ·
Bandhagen ·
Högdalen ·
Rågsved ·
Hagsätra